# Jörg Hackmann
Jörg Hackmann (* 1962 in Göttingen) ist ein deutscher Historiker. Er lehrt an der Universität Stettin und an der Universität Greifswald.

## Leben
Das Studium (1981/1982, 1983–1989) der Geschichtswissenschaft, Germanistik, Politikwissenschaft und Slavistik an der Universität Bonn und der FU Berlin schloss er 1989 mit dem Staatsexamen (Lehramt an Gymnasien) in Berlin ab. Im Sommer 1994 wurde er an der FU Berlin mit der von Klaus Zernack betreuten Arbeit Die Landesgeschichte Ostpreußens und Westpreußens in der deutschen und polnischen Geschichtswissenschaft als beziehungsgeschichtliches Problem zum Dr. phil. promoviert. 2007 habilitierte er sich an der Universität Greifswald mit einer Habilitationsschrift Geselligkeit in Nordosteuropa – Studien zu Vereinskultur, Zivilgesellschaft und Nationalisierungsprozessen in einer polykulturellen Region (1770–1950) und erhielt die venia legendi für Osteuropäische, Neuere und Neueste Geschichte. Er lehrte von 2008 bis 2015 als DAAD Alfred Döblin-Professor für osteuropäische Geschichte am Institut für Geschichte und internationale Beziehungen der Universität Stettin.
Seit 2015 ist Hackmann Professor für osteuropäische Geschichte am Institut für Geschichte und internationale Beziehungen der Universität Stettin und wissenschaftlicher Mitarbeiter am Historischen Institut der Universität Greifswald. Er ist Vizepräsident des Herder-Forschungsrates. Er ist Mitglied in der Baltischen Historischen Kommission.

## Schriften (Auswahl)
Monographien
- Ostpreußen und Westpreußen in deutscher und polnischer Sicht. Landeshistorie als beziehungsgeschichtliches Problem. Wiesbaden 1996, ISBN 3-447-03766-0.
- mit Marta Kopij-Weiß: Nationen in Kontakt und Konflikt. Deutsch-polnische Beziehungen und Verflechtungen 1806–1918. Darmstadt 2014, ISBN 3-534-24764-7.

Herausgeberschaften
- mit Klaus Roth: Zivilgesellschaft im östlichen und südöstlichen Europa in Geschichte und Gegenwart. München 2011, ISBN 3-486-70495-8.
- mit Peter Oliver Loew: Verflechtungen in Politik, Kultur und Wirtschaft im östlichen Europa. Transnationalität als Forschungsproblem. Wiesbaden 2018, ISBN 3-447-10991-2.